# João Fantoni
João Fantoni, noto anche col nome italianizzato Giovanni Fantoni e conosciuto in Brasile come Ninão (Belo Horizonte, 24 luglio 1905 – Belo Horizonte, 19 luglio 1982), è stato un dirigente sportivo, allenatore di calcio e calciatore brasiliano con passaporto italiano, di ruolo attaccante.

## Biografia
João Fantoni nasce a Belo Horizonte il 24 luglio 1905. Viene citato anche come "Fantoni I" in quanto primogenito di una dinastia che si compone anche dei suoi fratelli Leonízio ed Orlando e del cugino Octavio.

## Carriera

### Giocatore
Arriva in Italia, acquistato dalla Lazio proveniente dalla Palestra Italia, insieme al cugino Octavio (Fantoni II) nella stagione 1930-1931 (l'anno successivo li raggiungerà anche il fratello Leonisio, detto Fantoni III o Niginho). L'inizio è rimarchevole, con sei reti in dieci partite: abbastanza positivi anche i due campionati successivi. Il 12 giugno 1932, ultima giornata di campionato, firma una quaterna nel 9-1 inflitto dalle Aquile al Modena. Il 24 dicembre 1933, al termine della trasferta sul campo della Juventus (incontro terminato 2-2), João Fantoni colpisce con un violento calcio l'avversario Mumo Orsi, che subisce la frattura del perone destro e che lo costringerà a rimanere fermo per oltre due mesi. Nessuno dei componenti della terna arbitrale si avvede dell'episodio e pertanto il laziale non subirà conseguenze di carattere disciplinare per il suo sconsiderato gesto. Dopo una stagione 1933-34 non esaltante, chiude l'avventura romana con una buona stagione prima di rientrare in Brasile. Il suo bilancio complessivo con la Lazio è di 113 presenze di campionato con un bottino di 38 reti.

### Dirigente sportivo
Fantoni I, una delle "bandiere" del Cruzeiro, nel 1942 entra nel consiglio di amministrazione del club brasiliano.

### Allenatore
Una volta terminata la carriera da calciatore Fantoni I, già membro del consiglio di amministrazione del Cruzeiro, nel 1943 diventa allenatore dell'Esquadrão Celeste, vincendo anche il Campionato Mineiro.

## Statistiche

### Presenze e reti nei club
| Stagione               | Club                   | Campionato | Campionato | Campionato |
| Stagione               | Club                   | Comp       | Pres       | Reti       |
| ---------------------- | ---------------------- | ---------- | ---------- | ---------- |
| 1926-30                | Palestra Itália        | Mineiro    | 112        | 156        |
| 1930-31                | Lazio                  | A          | 10         | 6          |
| 1931-32                | Lazio                  | A          | 31         | 10         |
| 1932-33                | Lazio                  | A          | 30         | 10         |
| 1933-34                | Lazio                  | A          | 20         | 4          |
| 1934-35                | Lazio                  | A          | 22         | 8          |
| Totale Lazio           | Totale Lazio           |            | 113        | 38         |
| 1935-38                | Palestra Itália        | Mineiro    | 15         | 11         |
| Totale Palestra Itália | Totale Palestra Itália |            | 127        | 167        |
| Totale carriera        | Totale carriera        |            | 240        | 205        |

## Palmarès

### Calciatore
- Campionato Mineiro: 3

Palestra Itália: 1928, 1929, 1930
- Campionato paulista: 1

Palestra Itália: 1936

### Allenatore
- Campionato Mineiro: 1

Cruzeiro: 1943